# 卡彭特环形山
卡彭特环形山（Carpenter）是位于月球北极区附近一座相对年轻的大撞击坑，约形成于11亿年前的哥白尼纪，其名称分别取自英国天文学家詹姆斯·卡彭特（1840年-1899年）和美国天文学家埃德温·弗朗西斯·卡彭特（1898年-1963年），1935年被国际天文学联合会正式批准接受。

## 描述
该陨坑西侧和西北分别毗邻德扎尔格环形山和帕斯卡环形山、北面坐落了彭赛列环形山、阿那克西米尼环形山和毕达哥拉斯环形山分别位于它的东北和西南、南面则与更古老的阿那克西曼德环形山相接壤。该陨坑中心月面坐标为69°31′N 51°14′W / 69.52°N 51.23°W，直径59.06公里，深度约2.71公里。
从地质学角度看，卡彭特环形山是一座相对年轻的撞击坑，其结构尚未受到后续撞击的明显侵蚀，较周边陨坑要年轻很多，并拥有射纹系统，也由此被归属为哥白尼纪。该陨坑外观轮廓接近圆状，坑壁几乎没有磨损，内壁分布有一些阶地结构，沿东侧内壁显示有坍塌的痕迹。坑壁外侧坡上未有醒目的撞击坑，但东南偏南内侧坡上则嵌入了一座圆杯状的小陨坑，环形山东南面坐落了另一座较大的陨石坑。卡彭特环形山坑壁最大高出周边地形1200米，内部容积约2939.44立方千米。坑内底表大体平缓，但纵横着众多的山冈和丘陵，中心点附近矗立着不寻常的双中央峰结构，其中偏西较小的一座高约650-800米，而靠东的山岭则更高，峰顶约为980米，并向南一直绵延至南侧内壁，这二座中央峰90-98%的成分为斜长岩。
卡彭特环形山已被月球和行星观测协会（ALPO）列入《带有明亮射纹系统的撞击坑列表》）。
由于它非常靠近月球西北边沿，从地球看其外观呈卵形状。

## 卫星陨石坑
按惯例，最靠近卡彭特环形山的卫星坑将在月图上以字母标注在它的中心点旁边.

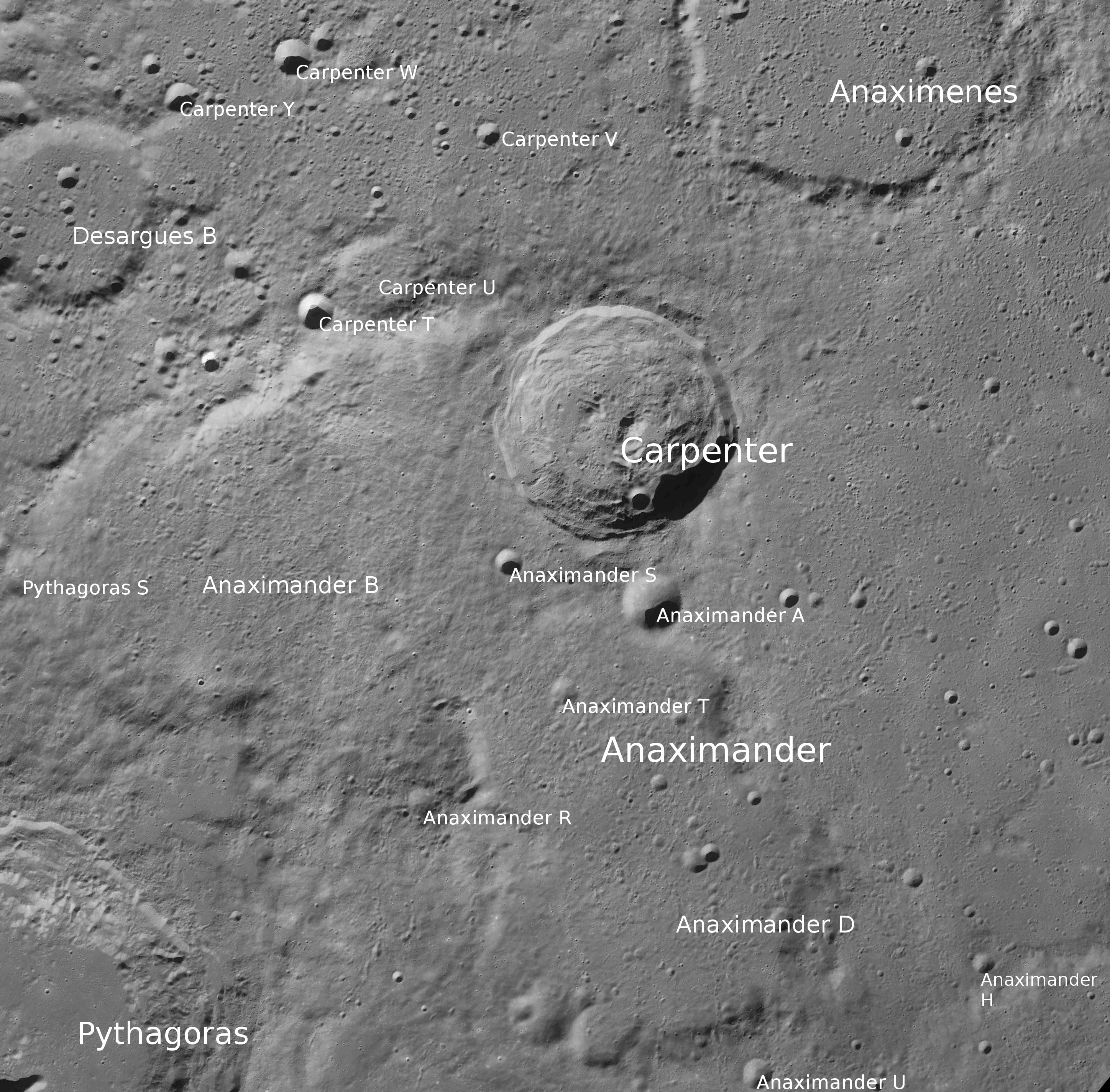
月球勘测轨道飞行器拍摄

| 卡彭特 | 纬度     | 经度     | 直径      |
| ------ | -------- | -------- | --------- |
| T      | 70.28° N | 58.69° W | 9.38公里  |
| U      | 70.61° N | 57.08° W | 25.08公里 |
| V      | 71.91° N | 54.68° W | 5.76公里  |
| W      | 72.37° N | 60.24° W | 9.62公里  |
| Y      | 71.86° N | 63.02° W | 7.93公里  |

## 参引资料
1. 1 2 3 4  .   [2017-02-26]. （原始内容存档于2011-06-05）.
2. ↑   (PDF).   [2017-02-26]. （原始内容存档 (PDF)于2013-02-20）.
3. ↑  .   [2017-02-26]. （原始内容存档于2018-07-05）.
4. 1 2 3  Lunar Impact Crater Database
5. ↑  The geologic history of the Moon, 1987, Wilhelms, Don E.; with sections by McCauley, John F.; Trask, Newell J. USGS Professional Paper: 1348.  Plate 11: Copernican System （online （页面存档备份，存于））
6. ↑   (PDF).   [2017-02-26]. （原始内容 (PDF)存档于2016-03-04）.

## 另请参阅
- Andersson, L. E.; Whitaker, E. A. . NASA RP-1097. 1982.
- Blue, Jennifer. . USGS. July 25, 2007  [2007-08-05]. （原始内容存档于2012-04-08）.
- Bussey, B.; Spudis, P. . New York: Cambridge University Press. 2004. ISBN 978-0-521-81528-4.
- Cocks, Elijah E.; Cocks, Josiah C. . Tudor Publishers. 1995. ISBN 978-0-936389-27-1.
- McDowell, Jonathan. . Jonathan's Space Report. July 15, 2007  [2007-10-24]. （原始内容存档于2012-05-26）.
- Menzel, D. H.; Minnaert, M.; Levin, B.; Dollfus, A.; Bell, B. . Space Science Reviews. 1971, 12 (2): 136–186. Bibcode:1971SSRv...12..136M. doi:10.1007/BF00171763.
- Moore, Patrick. . Sterling Publishing Co. 2001. ISBN 978-0-304-35469-6.
- Price, Fred W. . Cambridge University Press. 1988. ISBN 978-0-521-33500-3.
- Rükl, Antonín. . Kalmbach Books. 1990. ISBN 978-0-913135-17-4.
- Webb, Rev. T. W.  6th revised. Dover. 1962. ISBN 978-0-486-20917-3.
- Whitaker, Ewen A. . Cambridge University Press. 1999. ISBN 978-0-521-62248-6.
- Wlasuk, Peter T. . Springer. 2000. ISBN 978-1-85233-193-1.